# .bf
.bf — в Інтернеті, національний домен верхнього рівня (ccTLD) для Буркіна-Фасо.

## Домени 2-го та 3-го рівнів
В цьому національному домені нараховується близько 115,000 [Архівовано 11 квітня 2022 у Wayback Machine.] вебсторінок (станом на січень 2009 року).
У наш час використовуються та приймають реєстрації доменів 3-го рівня наступні доменні суфікси (відповідно, існують такі домени 2-го рівня):
| Суфікс  | Регламентовані користувачі   |
| ------- | ---------------------------- |
| .gov.bf | Державні та урядові установи |